# Summer World University Games 2025/Teilnehmer (China)
| Gelbes Symbol für Goldmedaillen mit stilisierten Olympischen Ringen | Graues Symbol für Silbermedaillen mit stilisierten Olympischen Ringen | Braundes Symbol für Bronzemedaillen mit stilisierten Olympischen Ringen |
| ------------------------------------------------------------------- | --------------------------------------------------------------------- | ----------------------------------------------------------------------- |
| 30                                                                  | 27                                                                    | 17                                                                      |

Die Volksrepublik China nahm an den Summer World University Games 2025 vom 16. bis zum 27. Juli mit 116 Athleten (41 Männer und 75 Frauen) teil.

## Medaillen

### Medaillenspiegel
| Rang   | Sportart       | Gold | Silber | Bronze | Gesamt |
| ------ | -------------- | ---- | ------ | ------ | ------ |
| 1      | Wasserspringen | 12   | 8      | –      | 20     |
| 2      | Leichtathletik | 4    | 4      | 3      | 11     |
| 3      | Taekwondo      | 4    | 2      | 3      | 9      |
| 4      | Turnen         | 3    | 1      | 1      | 5      |
| 5      | Tischtennis    | 2    | 4      | 3      | 9      |
| 6      | Badminton      | 2    | 1      | 4      | 7      |
| 7      | Schwimmen      | 1    | 3      | –      | 4      |
| 8      | Bogenschießen  | 1    | 2      | 1      | 4      |
| 9      | Basketball     | 1    | –      | –      | 1      |
| 10     | Judo           | –    | 1      | 1      | 2      |
| 11     | 3×3-Basketball | –    | 1      | –      | 1      |
| 12     | Tennis         | –    | –      | 1      | 1      |
| Gesamt | Gesamt         | 30   | 27     | 17     | 74     |

### Medaillengewinner
| Name/n | Sportart       | Wettkampf               |
| --- | -------------- | ----------------------- |
| Gold |                |                         |
| Zhang Wenao | Wasserspringen | 1 m Kunstspringen       |
| Zheng Junzhi | Wasserspringen | 10 m Turmspringen       |
| Zhang Wenao Hu Yukang | Wasserspringen | 3 m Synchronspringen    |
| Zheng Junzhi Mo Yonghua | Wasserspringen | 10 m Synchronspringen   |
| China | Wasserspringen | Team Award              |
| Ouyang Yu | Wasserspringen | 1 m Kunstspringen       |
| Wang Weiying | Wasserspringen | 3 m Kunstspringen       |
| Lu Wei | Wasserspringen | 10 m Turmspringen       |
| Ouyang Yu Wang Weiying | Wasserspringen | 3 m Synchronspringen    |
| He Yanwei Lu Wei | Wasserspringen | 10 m Synchronspringen   |
| China | Wasserspringen | Team Award              |
| Zheng Junzhi Wang Weiying | Wasserspringen | 10 m Synchronspringen   |
| Ning Jinlin Ji Haiying Luo Yue | Leichtathletik | 20 km Gehen Mannschaft  |
| Shu Heng | Leichtathletik | Weitsprung              |
| Ma Xiuzhen | Leichtathletik | Halbmarathon            |
| Zhao Jie | Leichtathletik | Hammerwurf              |
| Ma Jingyue | Taekwondo      | Kyorugi -49 kg          |
| Guo Qing | Taekwondo      | Kyorugi -53 kg          |
| Xing Jiani | Taekwondo      | Kyorugi -67 kg          |
| Xing Jiani Mu Wenzhe Guo Qing | Taekwondo      | Kyorugi Mannschaft      |
| Chen Zhilong | Turnen         | Sprung                  |
| Liu Hengyu | Turnen         | Ringe                   |
| Yang Fanyuwei | Turnen         | Stufenbarren            |
| Han Feier Wang Xiaotong | Tischtennis    | Frauen Doppel           |
| Zhao Shang | Tischtennis    | Frauen Einzel           |
| Cui Hechen Dai Qinyi Li Qian Liao Pinyi Liu Jiayue Peng Jianqin Tang Ruizhi Wang Yiduo Wang Zijun Yuan Anqi Zhang Lejian Zhou Xinyu | Badminton      | Mannschaft              |
| Li Qian Wang Yiduo | Badminton      | Damendoppel             |
| Ai Yanhan | Schwimmen      | 100 m Freistil          |
| Wang Yan Liu Yanxiu | Bogenschießen  | Recurvebogen Mannschaft |
| Li Qingyang Tian Yuanyuan Zhao Ruohan Zhang Zihan Li Xingnuo Zhang Shuxuan Tang Ziting Chen Yujie Cao Boyi Liu Yutong Na Han        | Basketball     | Frauen                  |
| Silber |                |                         |
| Fan Yi Mei Yingxin | Wasserspringen | 3 m Synchronspringen    |
| Wang Yi | Wasserspringen | 1 m Kunstspringen       |
| Qu Zhixin | Wasserspringen | 3 m Kunstspringen       |
| Wang Weiying | Wasserspringen | 10 m Turmspringen       |
| Mo Yonghua | Wasserspringen | 10 m Turmspringen       |
| Hu Yukang | Wasserspringen | 1 m Kunstspringen       |
| Hu Yukang | Wasserspringen | 3 m Kunstspringen       |
| Qu Zhixin Mo Zhengxiong He Yanwei Mo Yonghua                                                                                        | Wasserspringen | Mannschaft              |
| Ma Xiuzhen Li Yingcui Wang Jiali | Leichtathletik | Halbmarathon Mannschaft |
| Ning Jinlin | Leichtathletik | 20 km Gehen             |
| Xiong Shiqi | Leichtathletik | Weitsprung              |
| Xing Jialiang | Leichtathletik | Kugelstoßen             |
| Liang Yushuai | Taekwondo      | Kyorugi -68 kg          |
| Liu Yang | Turnen         | Ringe                   |
| Liu Shuhan Ge Chutong Yu Liyan Ai Yanhan                                                                                            | Schwimmen      | 4 × 100 m Freistil      |
| Ai Yanhan | Schwimmen      | 200 m Freistil          |
| Yang Lei Liu Siyue Wu Weikang | Taekwondo      | Poomsae Mannschaft      |
| Ge Chutong Yu Liyan Liu Shuhan Ai Yanhan                                                                                            | Schwimmen      | 4 × 200 m Freistil      |
| Liu Yanxiu | Bogenschießen  | Recurvebogen Einzel     |
| Qin Wangyu | Bogenschießen  | Recurvebogen Einzel     |
| Cui Hechen Peng Jianqin | Badminton      | Herrendoppel            |
| Zhuang Wenna | Judo           | Klasse bis 48 kg        |
| Wang Xiaoqing Liu Bei Zhang Tao Gao Ziyue                                                                                           | 3×3-Basketball | Frauen                  |
| Han Feier Wang Xiaotong Yang Yiyun Zhao Shang                                                                                       | Tischtennis    | Frauen Mannschaft       |
| Ao Hualei Chen Junsong Sun Zheng Zeng Beixun                                                                                        | Tischtennis    | Männer Mannschaft       |
| Yang Yiyun Zhao Shang | Tischtennis    | Frauen Doppel           |
| Zeng Beixun Han Feier | Tischtennis    | Mixed Doppel            |
| Bronze |                |                         |
| Ma Rui Chen Zhongping Wang Wenjie                                                                                                   | Leichtathletik | Halbmarathon Mannschaft |
| Hu Xuanfei Huang Peiyang Sun Chaofan                                                                                                | Leichtathletik | 20 km Gehen Mannschaft  |
| Ji Haiying | Leichtathletik | 20 km Gehen             |
| Luo Miaoyi | Taekwondo      | Kyorugi -46 kg          |
| Pan Meijing | Taekwondo      | Poomsae Einzel          |
| He Xiang | Turnen         | Reck                    |
| Huang Yuwei Liu Yanxiu Wu Zihan | Bogenschießen  | Recurvebogen Mannschaft |
| Jia Chundi | Judo           | Klasse über 78 kg       |
| Li Zongyu Yao Xinxin | Tennis         | Frauen Doppel           |
| Wu Weikang Pan Meijing | Taekwondo      | Poomsae Paar Mixed      |
| Chen Junsong Wang Xiaotong | Tischtennis    | Mixed Doppel            |
| Sun Zheng | Tischtennis    | Männer Einzel           |
| Wang Xiaotong | Tischtennis    | Frauen Einzel           |
| Liu Jiayue Tang Ruizhi | Badminton      | Damendoppel             |
| Liao Pinyi Li Qian | Badminton      | Mixed Doppel            |
| Liao Pinyi Zhang Lejian | Badminton      | Herrendoppel            |
| Zhou Xinyu | Badminton      | Herreneinzel            |

## Teilnehmer nach Sportarten

### Badminton
| Männer - Cui Hechen - Liao Pinyi - Peng Jianqin - Wang Zijun - Zhang Lejian - Zhou Xinyu | Frauen - Dai Qinyi - Li Qian - Liu Jiayue - Tang Ruizhi - Wang Yiduo - Yuan Anqi |

### Basketball

#### Basketball
Frauen
- Li Qingyang
- Tian Yuanyuan
- Zhao Ruohan
- Zhang Zihan
- Li Xingnuo
- Zhang Shuxuan
- Tang Ziting
- Chen Yujie
- Cao Boyi
- Liu Yutong
- Na Han

#### 3×3-Basketball
Frauen
- Wang Xiaoqing
- Liu Bei
- Thang Tao
- Gao Ziyue

### Beachvolleyball
Frauen
- Yu Tong / Jiang Kaiyue

### Bogenschießen
| Männer - Feng Hao - Qin Wangyu - Wang Yan - Hou Shenglin - Li Jinpeng - Chen Yansong | Frauen - Wu Zihan - Liu Yanxiu - Huang Yuwei |

### Judo
Frauen
- Zhuang Wenna
- Jia Chundi

### Leichtathletik
| Männer - Wang Wenjie - Sun Chaofan - Hu Xuanfei - Huang Peiyang - Ma Rui - Chen Zhongping - Shu Heng - Xing Jialiang | Frauen - Sun Yue - Xiong Shiqi - Li Yingcui - Ma Xiuzhen - Wang Jiali - Zhao Jie - Jiang Zhichao - Ji Haiying - Luo Yue - Ning Jinlin |

### Schwimmen
Frauen
- Liu Shuhan
- Ai Yanhan
- Yu Liyan
- Ge Chutong

### Taekwondo
| Männer - Liang Yushuai - Liu Siyue - Wu Weikang - Yang Lei | Frauen - Luo Miaoyi - Ma Jingyue - Guo Qing - Xing Jiani - Pan Meijing - Mu Wenzhe |

### Tennis
| Männer - Mo Yecong - Xiao Linang | Frauen - Li Zongyu - Yao Xinxin |

### Tischtennis
| Männer - Ao Hualei - Chen Junsong - Sun Zheng - Zeng Beixun | Frauen - Han Feier - Wang Xiaotong - Yang Yiyun - Zhao Shang |

### Turnen

#### Gerätturnen
| Männer - He Xiang - Chen Zhilong - He Junhua - Liu Hengyu - Liu Yang | Frauen - Xiang Lulu - Yang Fanyuwei |

### Volleyball
Frauen
- Yang Mayiting
- Kong Weiran
- Zhu Xingchen
- Huang Xinyue
- Zhou Yetong
- Wang Yizhu
- Dai Sicong
- Yao Xinyue
- Miao Yiwen
- Zheng Mingyu
- Wang Wenhan
- Gao Ya

### Wasserspringen
| Männer - Mo Yonghua - Zheng Junzhi - Zhang Wenao - Mo Zhengxiong - Hu Yukang - Fan Yi | Frauen - Wang Weiying - Ouyang Yu - Mei Yingxin - Qu Zhixin - He Yanwei - Lu Wei - Wang Yi |